# West Ocean City
West Ocean City é uma Região censo-designada localizada no estado americano de Maryland, no Condado de Worcester.

## Demografia
Segundo o censo americano de 2000, a sua população era de 3311 habitantes.

## Geografia
De acordo com o United States Census Bureau tem uma área de
17,1 km², dos quais 10,4 km² cobertos por terra e 6,7 km² cobertos por água.

## Localidades na vizinhança
O diagrama seguinte representa as localidades num raio de 16 km ao redor de West Ocean City.